# Істотна участь
Істотна участь, англ. substantial participation — юридичний фінансовий і банківський термін.
Закон України «Про запобігання та протидію легалізації (відмиванню) доходів, одержаних злочинним шляхом, фінансуванню тероризму та фінансуванню розповсюдження зброї масового знищення» визначає істотну участь як «пряме або опосередковане володіння однією особою самостійно чи спільно з іншими особами часткою у розмірі 10 і більше відсотків статутного капіталу або прав голосу в юридичній особі.